# Coltricia hamata
Coltricia hamata är en svampart som först beskrevs av Lars Gunnar Torgny Romell, och fick sitt nu gällande namn av Leif Ryvarden 1974. Coltricia hamata ingår i släktet Coltricia och familjen Hymenochaetaceae.   Inga underarter finns listade i Catalogue of Life.